# Giorgio Morandi

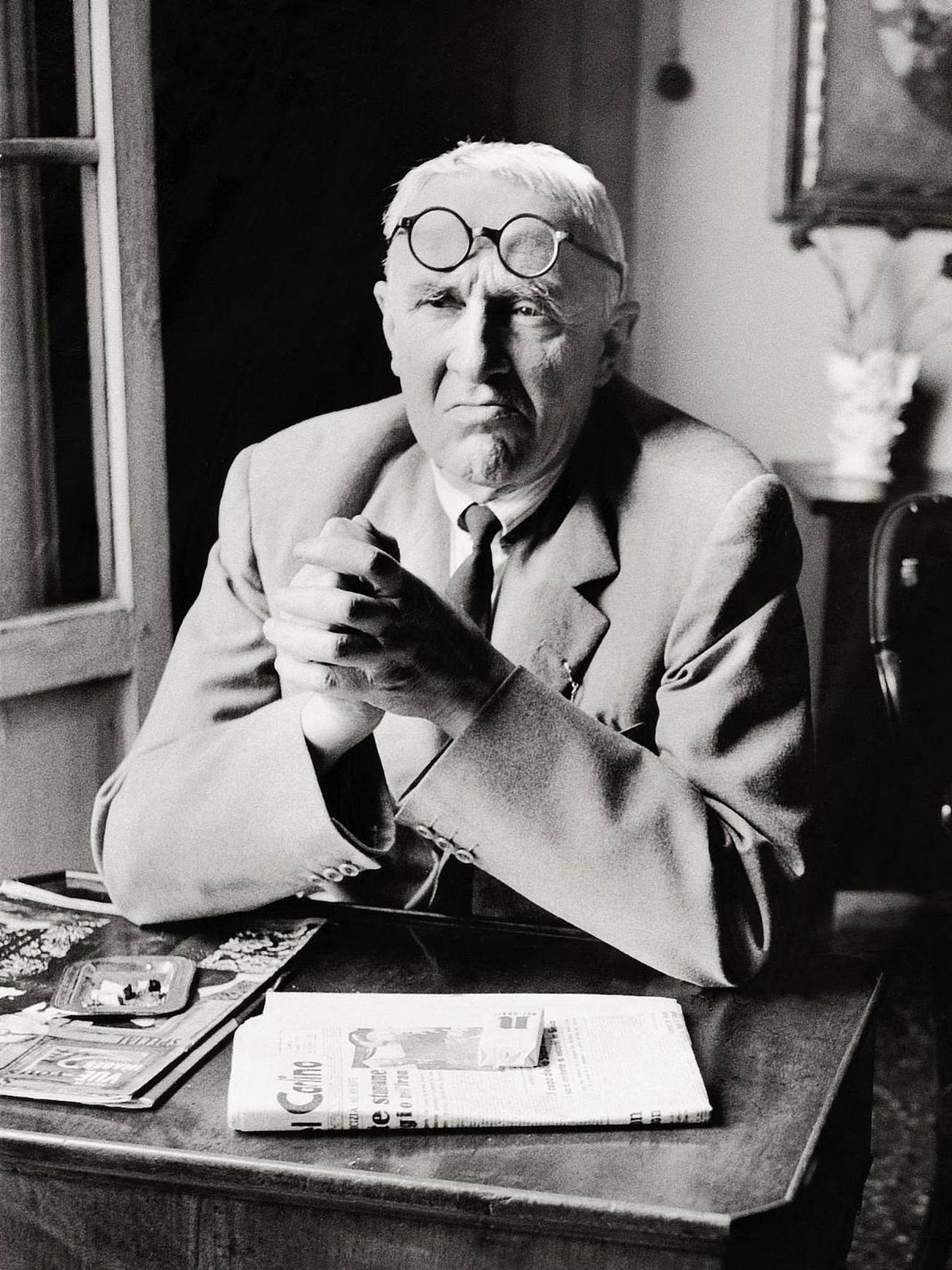
Giorgio Morandi

Giorgio Morandi (* 20. Juli 1890 in Bologna; † 18. Juni 1964 ebenda) war ein italienischer Maler und Grafiker, der vor allem für seine Stillleben zu weltweiter Anerkennung gelangte.

## Leben
Giorgio Morandi entstammte einer kleinbürgerlichen Familie in Bologna. Er war das älteste von fünf Kindern eines Kaufmanns. Ab 1906 arbeitete er als Mitarbeiter in dessen Büro. 1902 starb sein Bruder Giuseppe, 1909 starb darauf auch sein Vater Andrea. Das väterliche Erbe ermöglichte dem kunstinteressierten Sohn von 1908 bis 1913 ein Studium an der Accademia di belle arti seiner Heimatstadt. Morandi las alles, was er sich an Informationen über moderne Kunst, insbesondere die in Frankreich, beschaffen konnte. Am meisten interessierte ihn Paul Cézanne (für ihn war die Grundlage der Malerei das Zeichnen, die Voraussetzung aller Arbeit aber die Unterordnung unter den Gegenstand). Andere künstlerische Einflüsse, die ihn formten, reichten von Rousseau bis zu den Werken von Picasso. Besonders Interesse hatte er zudem an den kunsttheoretischen Artikeln von Ardengo Soffici, die in der Zeitschrift La Voce erschienen.
Von 1914 bis 1930 arbeitete er mit Unterbrechungen als Zeichenlehrer an Volkshochschulen in Bologna. 1914 präsentierte er erstmals seine eigenen Arbeiten in einer Gruppenausstellung. Vom Militär- und Kriegsdienst wurde er nach zweijähriger Verpflichtung 1917 krankheitshalber befreit. Ab 1913 verbrachte er die Sommermonate häufig im Dorf Grizzana (heute Grizzana Morandi), wo er später auch mehrheitlich lebte.
1918/1919 befasste er sich mit dem Futurismus und der Pittura metafisica. Unverheiratet, lebte er zusammen mit seinen Schwestern bis zu seinem Tod in der Via Fondazza (Bologna), wo sein Wohnzimmer zugleich sein Atelier war. Dort entwickelte er aus Zusammenstellungen von Gefäßen Stillleben von einer seit Chardin nicht da gewesenen Intensität. Die Konzentration auf dieses Thema brachte ihm den Spitznamen „Flaschenmaler“ ein. Seine Sommer verbrachte er seit seiner Erkrankung an Lungenkrebs – er war starker Raucher – im nahe gelegenen Grizzana, wo er hauptsächlich Landschaften malte, in denen er – wie in seinen Stillleben – äußerste, dem Kubismus verpflichtete Reduktion anstrebte.
Dank seiner Kunst im Handwerk des Radierens und auf Grund seines wachsenden künstlerischen Ansehens, das sich in zahlreichen Teilnahmen an Ausstellungen und Messen niederschlug, wurde er 1930 als Professor auf den Lehrstuhl für Radierung an der „Accademia di belle arti“ in Bologna berufen.
Ins Ausland reiste er nur selten, so zur Ausstellung seiner Werke in Winterthur im Jahr 1956. Er unternahm eine Reise nach Lugano zur Sammlung Thyssen und besuchte die Cézanne-Ausstellung 1956 im Kunsthaus Zürich. Sein Lebensstil wurde von vielen als mönchisch empfunden und sein Malstil entsprechend als asketisch. Dabei erreichen viele seiner Bilder mit minimalem Aufwand starke Sinnlichkeit. Für seine klare und aussagekräftige Malerei erhielt Morandi 1962 den Rubenspreis der Stadt Siegen.
Als Morandi am 18. Juni 1964 in seinem Atelier in der Via Fondazza in Bologna an Lungenkrebs starb, war er weltberühmt, seine Bilder hängen in bedeutenden Museen und Privatsammlungen.

## Bedeutung
Mit Chardin und Cézanne gehört Giorgio Morandi zu den bedeutendsten Stilllebenmalern. Dabei experimentierte er bis zum Schluss mit Flächigkeit und Räumlichkeit z. B. bei der malerischen Berücksichtigung von Schatten. Es wird viel davon gesprochen, dass er sich mit „Dingen“, mit „Gegenständen“ befasst und ihnen Würde und Geheimnis gegeben habe. Aber er malte nicht irgendwelche Dinge, sondern im heideggerschen Sinne Zeuge, also von Menschen für den täglichen Gebrauch verfertigte Geräte wie Schalen, Gefäße, Flaschen, Kannen, Becher, Vasen, in deren Proportionen sich einmal die Eignung für die menschliche Hand widerspiegelt, zum anderen die Bezogenheit auf menschliche Bedürfnisse, z. B. Trinken oder Blumen in der Wohnung haben. Kennzeichnend ist, dass Morandis Versuche mit Stillleben von natürlichen Dingen, z. B. Muscheln, marginal blieben. „Es kommt vor, dass Morandis Stillleben in Konzeption und Ausführung melancholisch und romantisch, zärtlich und nachgiebig erscheinen; bisweilen kraftvoll, sind sie in der Mehrzahl zurückhaltend in der Farbe und im Helldunkel. Und was sich dann verändert, ist der wechselseitige, geradezu 'zwischenmenschliche' Bezug der Objekte.“ (Vitale Bloch, 1954)

## Museo Morandi in Bologna
Das am 4. Oktober 1993 eröffnete Museum an der Piazza Maggiore 6 unterhält heute eine Sammlung von 250 Werken des Künstlers in 15 Ausstellungsräumen im zweiten Stock des Palazzo d'Accursio. 118 Werke stammen aus einer Schenkung von Morandis Schwester Maria Teresa Morandi von 1991. Ausgestellt werden auch Antiken aus der privaten Kollektion des Künstlers. Das Museum ist eine Außenstelle der Galleria d'Arte Moderna di Bologna, der das Archivio e Centro Studi Giorgio Morandi angeschlossen ist, dieses bewahrt die über 400-bändige Bibliothek Morandis.

## Ausstellungen
- Biennale di Venezia (mehrfach) Venedig: 16. 1928, 24. 1948, 26. 1952, 31. 1962, 33. 1966, 42. 1986
- Quadriennale Nazionale d’Arte (mehrfach) im Palazzo delle Esposizioni, Rom: I. 1931, II. 1935, III. 1939, IV. 1943, V. 1948 - Rassegna Nazionale di Arti figurative, VII. 1956, IX. 1966, X. 1972 - Aspetti dell’Arte figurativa contemporanea – Nuove ricerche d’immagine, XIV. 2005 - Quadriennale di Roma. Retrospettiva 1931/1948[3]
- Gemeentemuseum, Den Haag 1954
- Documenta 1, Kassel 1955
- World House Gallery, New York 1957
- Documenta 2, Kassel 1959
- Documenta III, Kassel 1964
- Kestner-Gesellschaft, Hannover 1964, Katalog
- Kunsthalle Bern, Bern 1965
- Royal Academy of Arts, London 1970–71
- Eremitage, Leningrad 1973
- XV. 1979 Bienal de São Paulo (mehrfach)
- Haus der Kunst, München 1981
- San Francisco Museum of Modern Art, San Francisco 1981–82
- Secessione Romana 1913–1916, Palazzo Venezia, Rom, 1987
- Leonhardi-Museum, Dresden, 1992
- Pinakothek der Moderne, München 2000
- Tate Modern, London 2001
- Fondazione Ferrero, Alba, Italien, 2010/2011: Giorgio Morandi
- Kunsthaus Kaufbeuren, Kaufbeuren, 2011/2012: Die Stille der Dinge
- Documenta 13, Kassel 2012
- Giorgio Morandi – Licht und Farbe, Städtische Galerie Villingen-Schwenningen 2018

## Preise
- 1948 1. Preis für Malerei bei der Biennale von Venedig
- 1957 Großer Preis für Malerei bei der 4. Biennale von São Paulo
- 1962 Rubenspreis der Stadt Siegen